# Thyrasperma
Thyrasperma là chi thực vật có hoa trong họ Aizoaceae.